# تپه رجبعلی چشمه
تپه رجبعلی چشمه در شهرستان قزوین، بخش مرکزی، روستای بوزلین واقع شده و این اثر در تاریخ ۲۵ اسفند ۱۳۸۰ با شمارهٔ ثبت ۵۵۷۹ به‌عنوان یکی از آثار ملی ایران به ثبت رسیده است.